# ويليام إي. شاندلير
ويليام إي. شاندلير (بالإنجليزية: William E. Chandler)‏ هو محامي وسياسي أمريكي، ولد في 28 ديسمبر 1835 في كونكورد في الولايات المتحدة، وتوفي بنفس المكان في 30 نوفمبر 1917. حزبياً، نشط في الحزب الجمهوري. وقد انتخب عضو مجلس الشيوخ الأمريكي.

## روابط خارجية
- ويليام إي. شاندلير على موقع الموسوعة البريطانية (الإنجليزية)